# Frederick Hauck
Frederick Hamilton Hauck (Long Beach, 11 april 1941) is een Amerikaans voormalig ruimtevaarder. Haucks eerste ruimtevlucht was STS-7 met de spaceshuttle Challenger en vond plaats op 18 juni 1983. Tijdens de missie werden twee satellieten in een baan rond de Aarde gebracht.
In totaal heeft Hauck drie ruimtevluchten op zijn naam staan. In 1989 verliet hij NASA en ging hij als astronaut met pensioen. Van 1990 tot en met 2005 werkte hij bij AXA Space.